# Rio Crevec
O Rio Crevec é um rio da Romênia, afluente do Solca, localizado no distrito de Suceava.